# Bruno Cathomas

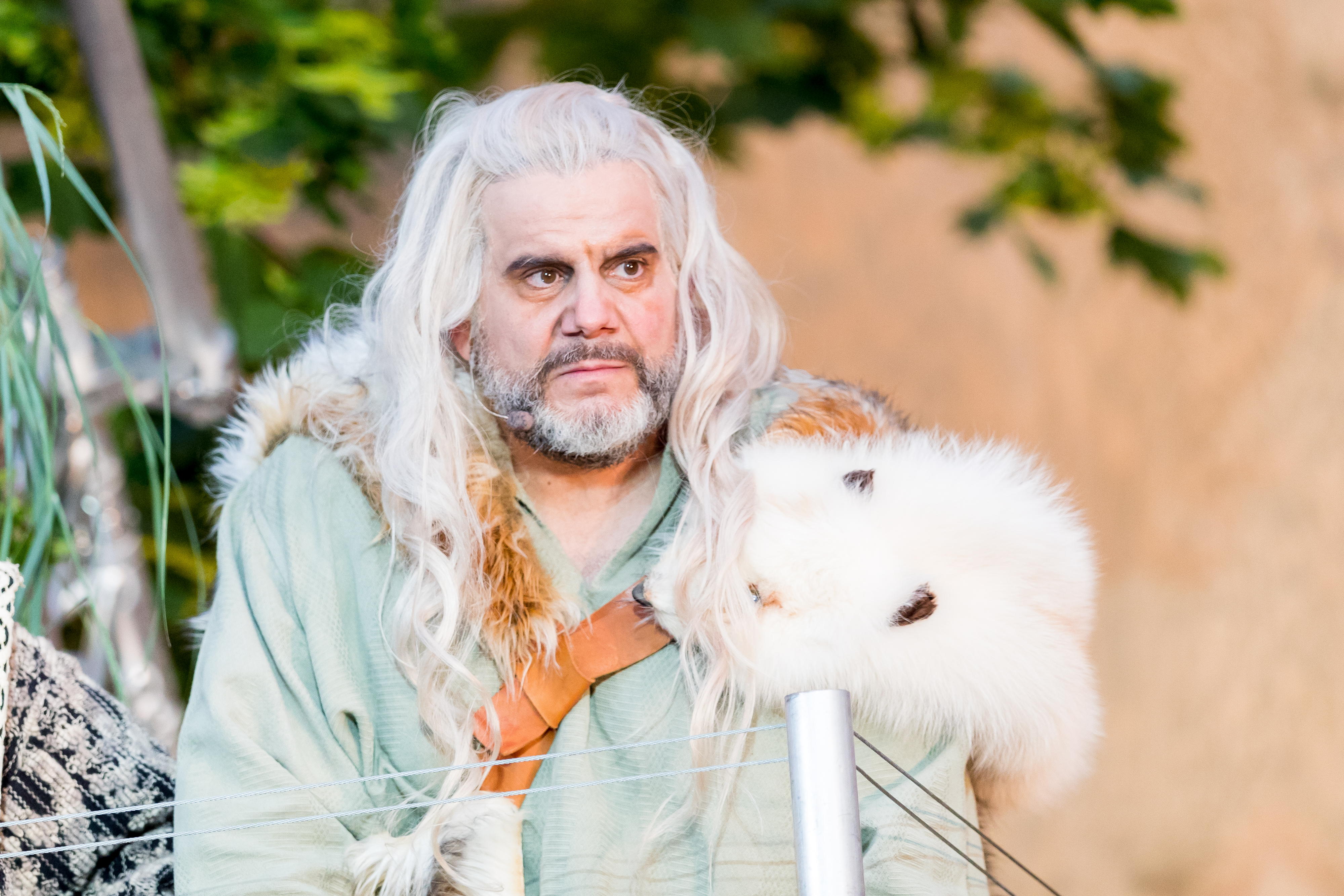
Bruno Cathomas 2018 als König Siegmund bei den Nibelungenfestspielen

Bruno Cathomas (* 11. Oktober 1965 in Laax, Graubünden) ist ein Schweizer Theater- und Filmschauspieler.

## Leben
Nach seiner Schlosserlehre studierte Cathomas an der Schauspiel-Akademie Zürich. Ab 1992 spielte er an der Berliner Volksbühne am Rosa-Luxemburg-Platz in Inszenierungen von Andreas Kriegenburg, Christoph Marthaler, Johann Kresnik, Frank Castorf, Leander Haußmann, Martin Kušej und Stefan Bachmann. Nach seinem Erfolg in Thomas Ostermeiers Inszenierung von Mark Ravenhills Shoppen & Ficken in der Baracke des Deutschen Theaters folgte ab 1999 ein Engagement am Theater Basel, wo er mit Bachmann, Lars-Ole Walburg und Rafael Sanchez arbeitete.
Seit 2002 spielte Cathomas vor allem an der Berliner Schaubühne, zu deren Ensemble er seit der Spielzeit 2004/2005 gehörte. Dort spielte er in Aufführungen von Ostermeier, Sanchez, Luk Perceval, Sebastian Nübling und Falk Richter. Als Regisseur inszenierte Cathomas 2003 Peanuts von Fausto Paravidino, 2004 sein fünfteiliges Projekt Bibel Factory und 2005 Oscar Wilde – Ein Rausch, alle drei am Berliner Maxim-Gorki-Theater. Von 2009 bis 2013 war er am  Thalia Theater (Hamburg) engagiert. Seit der Spielzeit 2013/14 gehört er zum Ensemble des Schauspiels Köln. Zur Spielzeit 2024/25 wechselte Cathomas als festes Ensemblemitglied zum Wiener Burgtheater.
Neben seinen Theaterrollen spielte Cathomas in zahlreichen Kino- und Fernsehproduktionen. 2005 spielte er in Julian Rosefeldts 3-Channel-Film-Installation The Perfectionist einen Mann, der in seiner Wohnung mit Hilfe von Wind- und Nebelmaschinen umständlich das Springen mit einem Fallschirm vorbereitet, probt, aber nie zu einem realen Sprung kommt. Für seine Hauptrolle in Didi Danquarts Viehjud Levi wurde er 1999 für den Deutschen Filmpreis nominiert.
Im Februar 2021 war Cathomas Teil der Initiative #ActOut im SZ-Magazin, zusammen mit 184 anderen lesbischen, schwulen, bisexuellen, queeren, intergeschlechtlichen und transgender Personen aus dem Bereich der darstellenden Künste.

## Filmografie (Auswahl)
- 1987: Jenatsch (Regie: Daniel Schmid)
- 1992: Kinder der Landstrasse (Regie: Urs Egger)
- 1994: Levzas petras
- 1994: Brennendes Herz (Regie: Peter Patzak)
- 1998: Tatort: Ein Hauch von Hollywood (TV, SFB, Regie: Urs Odermatt)
- 1999: Viehjud Levi (Regie: Didi Danquart)
- 1999: Tatort: Der schwarze Ritter (TV, SWR, Regie: Didi Danquart)
- 2000: LiebesLuder (Regie: Detlev Buck)
- 2001: Frau2 sucht HappyEnd (Regie: Edward Berger)
- 2001: Studers erster Fall (TV, DRS, Regie: Sabine Boss)
- 2001: Utopia Blues (Regie: Stefan Haupt)
- 2001: Ein Millionär zum Frühstück (TV, SAT1, Regie: Jens Broecker)
- 2001: Die Manns – Ein Jahrhundertroman (TV, ARD, Regie: Heinrich Breloer)
- 2002: Tatort: Schöner sterben (TV, SWR, Regie: Didi Danquart)
- 2002: Eine außergewöhnliche Affäre (TV, SAT1, Regie: Maris Pfeiffer)
- 2003: NeuFundLand (Regie: Georg Maas)
- 2004: Sugar Orange (Regie: Andreas Struck)
- 2006: Offset (Regie: Didi Danquart)
- 2006: Schwarze Schafe (Regie: Oliver Rihs)
- 2007: Chicken Mexicaine (Regie: Armin Biehler)
- 2008: Nacht vor Augen (Regie: Brigitte Maria Bertele)
- 2008: Happy New Year (Regie: Christoph Schaub)
- 2008: In aller Freundschaft – Süßes Leben
- 2010: Wolfsfährte (Regie: Urs Egger)
- 2013: Achtung, fertig, WK! (Regie: Oliver Rihs)
- 2013: Tatort: Borowski und der Engel (NDR, Regie: Andreas Kleinert)
- 2015: SOKO Köln – Weiterbildung Mord
- 2016: Goster (Regie: Didi Danquart)
- 2016: Hedda (Regie: Andreas Kleinert)
- 2016: Notruf Hafenkante – Explosive Lage
- 2016: Heldt – Der Kuckuck
- 2017: Tatort: Land in dieser Zeit
- 2017: Tatort: Fürchte dich
- 2017: Der Tod und das Mädchen – Van Leeuwens dritter Fall
- 2018: Tatort: Unter Kriegern
- 2018: Am Ende ist man tot (Regie: Daniel Lommatzsch)
- 2018: Amur senza fin (Regie: Christoph Schaub)
- 2018: Wer hat eigentlich die Liebe erfunden?
- 2019: Der Bestatter – Blutsbande
- 2019: Tatort: Das Monster von Kassel
- 2022: Geborgtes Weiß
- 2021: Klara Sonntag: Kleine Fische, große Fische (Regie: Oliver Schmitz)
- 2022: Klara Sonntag: Liebe macht blind (Regie: Jeanette Wagner)
- 2022: Peiden
- 2025: Bettys Diagnose – Mitten ins Herz
- 2025: Tatort: Rapunzel
- 2025: Tatort: Mike & Nisha

## Hörspiele
- 2005: Jane Bowles: Zwei sehr ernsthafte Damen – Bearbeitung/Regie: Heike Tauch (Hörspiel – DLR)

## Auszeichnungen
- 2008: Schweizer Filmpreis (Kategorie Bester Darsteller für seine Rolle in Chicken Mexicaine)[6]
- 2023: Schweizer Preis Darstellende Künste